# Curino
Curino (piemontiul: Curin) település Olaszországban, Piemont régióban, Biella megyében. Lakosainak száma 473 fő (2023. január 1.). Curino Brusnengo, Casapinta, Crevacuore, Mezzana Mortigliengo, Pray, Roasio, Valdilana, Sostegno, Masserano és Villa del Bosco községekkel határos.

## Népesség
A település lakossága az elmúlt években az alábbi módon változott:
| Lakosok száma | 472  | 475  | 473  |
|               | 2017 | 2018 | 2023 |